# Dipòsit de combustible nuclear consumit d'Onkalo
El Dipòsit de combustible nuclear consumit d'Onkalo és un dipòsit geològic profund per a l'eliminació final del combustible nuclear consumit. Es troba prop de la central nuclear d'Olkiluoto, al municipi d' Eurajoki, a la costa oest de Finlàndia. Està sent construït per Posiva i es basa en el mètode KBS-3 d'enterrament de residus nuclears desenvolupat a Suècia per Svensk Kärnbränslehantering AB (SKB). Es preveu que la instal·lació entri en funcionament el 2023.

## Història
Després que la Llei d'energia nuclear de Finlàndia es modifiqués el 1994 per especificar que tots els residus nuclears produïts a Finlàndia s'han d'eliminar a Finlàndia, Olkiluoto va ser seleccionat l'any 2000 com a lloc per a una instal·lació subterrània d'emmagatzematge a llarg termini per al combustible nuclear gastat de Finlàndia. La instal·lació, anomenada "Onkalo" (que significa "petita cova" o "cavitat") s'està construint a la roca de granit del lloc d'Olkiluoto, a uns cinc quilòmetres de les centrals elèctriques. El municipi d'Eurajoki va emetre un permís de construcció per a la instal·lació l'agost de 2003 i l'excavació va començar l'any 2004.
El lloc va ser seleccionat després d'un llarg procés, que va començar l'any 1983 amb una projecció de tot el territori finlandès. Des del 1993 fins al 2000, es van examinar quatre llocs potencials: Romuvaara a Kuhmo, Kivetty a Äänekoski, Olkiluoto a Eurajoki i Hästholmen a Loviisa. A més de les consideracions geològiques i ambientals, també es van tenir en compte les opinions dels veïns. Eurajoki i Loviisa van ser destacades per ser les ubicacions amb més suport local. El primer també tenia unes condicions geogràfiques més favorables, per la qual cosa l'any 1999 Posiva la va proposar al govern finlandès com a ubicació seleccionada. El municipi d'Eurajoki va confirmar la seva aprovació del lloc, i el govern nacional va ratificar la decisió el maig de 2001.
Posiva va començar la construcció del lloc l'any 2004. El govern finlandès va emetre a l'empresa una llicència per construir la instal·lació d'eliminació final el 12 de novembre de 2015. El juny de 2019 Posiva preveu que les operacions comencin el 2023.

## Construcció

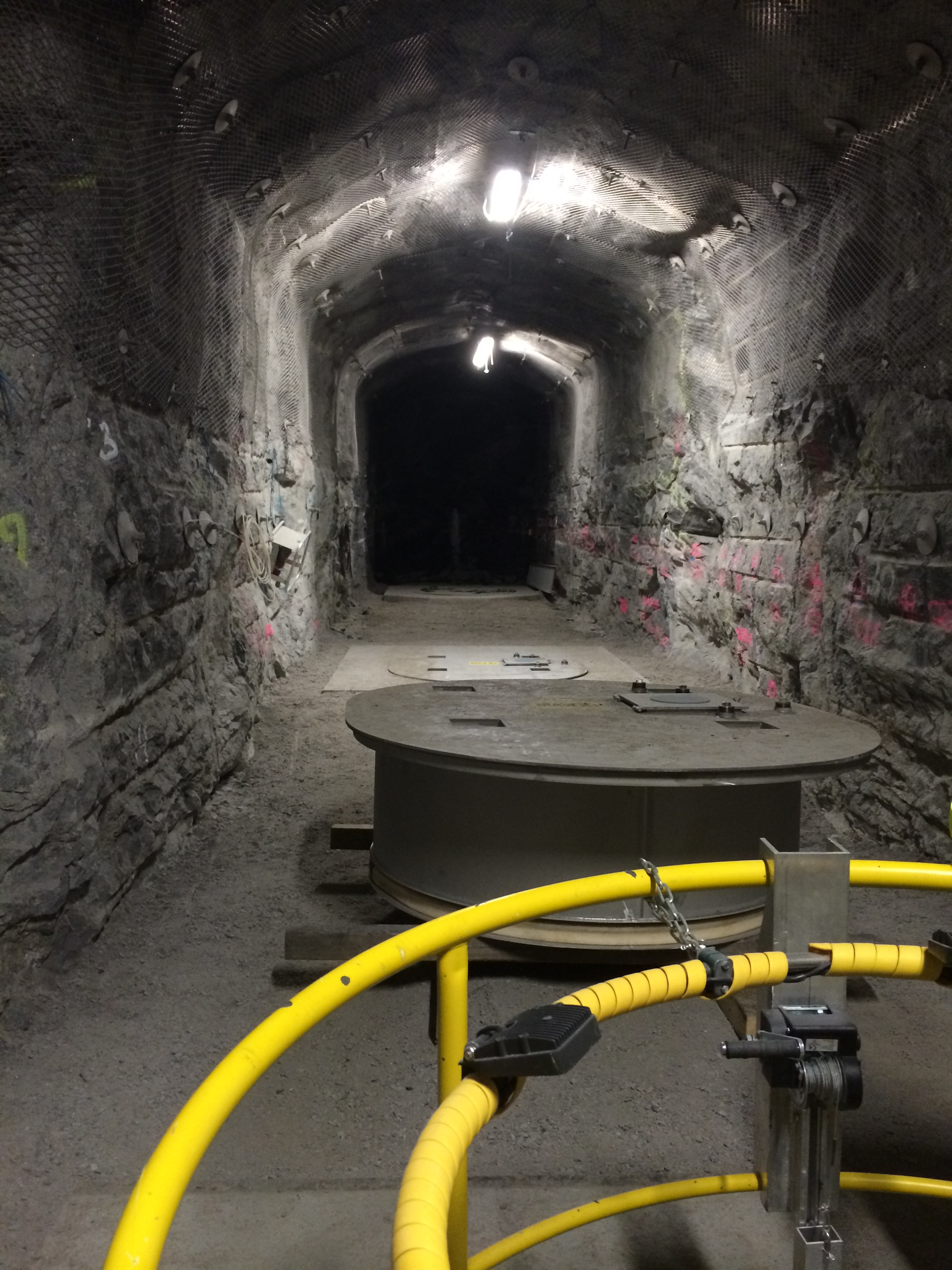
Cova pilot a la profunditat final.

La instal·lació va ser construïda i serà operada per Posiva, una empresa propietat dels dos productors d'energia nuclear existents a Finlàndia, Fortum i TVO (Fennovoima, una empresa que planejava el seu primer reactor nuclear, no és accionista de Posiva).
Els plans de construcció de la instal·lació es divideixen en quatre fases:
- La fase 1 (2004-2009) es va centrar en l'excavació del gran túnel d'accés a la instal·lació, en espiral cap avall fins a una profunditat de 420 metres (1,380 ft).[11]
- La fase 2 (2009-11) va continuar l'excavació fins a una profunditat final de 520 metres (1,710 ft). Es van estudiar les característiques de la roca base per tal d'adequar la disposició del dipòsit.
  - El 2012, Posiva va presentar una sol·licitud per obtenir una llicència per construir el dipòsit. La llicència es va concedir el novembre de 2015.[12]
- Fase 3 (2015–17) construcció del dipòsit
- Es preveu que la fase 4, l'encapsulació i l'enterrament de les àrees plenes de combustible gastat, comenci cap al 2023.

Un cop en funcionament, el procés d'eliminació implicarà col·locar dotze conjunts de combustible en un recipient d'acer al bor i tancar-lo en una càpsula de coure. A continuació, cada càpsula es col·locarà al seu propi forat al dipòsit i es sobreempaquetarà amb argila bentonita. El cost estimat d'aquest projecte és d'uns 818 milions d'euros, que inclou les despeses de construcció, encapsulació i operació. El Fons Estatal de Gestió de Residus Nuclears té aproximadament 1.400 milions d'euros procedents de les despeses de l'electricitat generada.
S'espera que el dipòsit d'Onkalo sigui prou gran per a acceptar bidons de combustible gastat durant uns cent anys. En aquest punt es realitzarà l'encapsulament i soterrament definitius, i es reomplirà i segellarà el túnel d'accés.

## Crítica
El 2012, un grup d'investigació del Royal Institute of Technology d'Estocolm, Suècia, va publicar una investigació que suggereix que les càpsules de coure no són tan resistents a la corrosió com afirmen les empreses que planifiquen els dipòsits (vegeu KBS-3). Aquestes afirmacions van ser refutades més tard quan SKB va dur a terme estudis de seguiment, que van indicar que el suposat procés de corrosió no existeix, i que els experiments inicials no es van executar correctament o es van extreure conclusions equivocades. El 2019, un altre estudi va concloure que els efectes de la radiació no haurien de danyar significativament els recipients després de 100.000 anys.

## Tractament als mitjans
El director danès Michael Madsen ha coescrit i dirigit un llargmetratge documental Into Eternity (2010) on es presenta la fase inicial de l'excavació i s'entrevisten experts. L'èmfasi especial del director està en les dificultats semàntiques per marcar de manera significativa el dipòsit com a perillós per a les persones en un futur llunyà.
L'antropòleg nord-americà Vincent Ialenti ha escrit un llibre Deep Time Reckoning (MIT Press, 2020) que explora com els experts del "cas de seguretat" del dipòsit d'Onkalo van imaginar ecosistemes futurs llunyans i van reflexionar sobre els límits del coneixement humà. El seu llibre es basa en 32 mesos de treball de camp presencial a Finlàndia.